# Pastel de boniato
Le pastel de boniato, appelé aussi en valencien pastisset de moniato (gâteau de patate douce) est une spécialité pâtissière espagnole en forme d’empanadilla (chausson) qui est fourrée avec une purée de patate douce (appelée boniato en espagnol). Cette pâtisserie est très présente dans les communes de la Communauté valencienne. En Andalousie, ce gâteau est souvent appelé empanadilla de batata,. Dans les provinces de Castellón et de Valence, on les appelle pastissos de Nadal (gâteaux de Noël) et comme leur nom l'indique, ils sont très habituels dans les menus de Noël.

## Caractéristiques
La patate douce est cuite puis on la passe au presse-purée. La purée obtenue, qui sert à fourrer le gâteau,  est généralement sucrée (en règle générale, une quantité similaire de sucre est ajoutée à la patate douce) et aromatisée au jus de citron et à la cannelle. Parfois, cette garniture est préparée la veille afin qu'elle puisse reposer et d’adapter les saveurs.
La pâte externe est faite de différentes manières et son contenu dépend des coutumes pâtissières locales. C'est, par exemple, une pâte feuilletée dans certaines régions. La pâte est étirée puis coupée généralement en forme de ronds, sur lesquels on ajoute le sirop ou la confiture de patates douces qui sert de garniture, avant de les former en demi-lune et de les faire cuire au four. Ces gâteaux peuvent être servis immédiatement à la sortie du four, ou froids.